# Аман, Зинат
Зинат Аман (англ. Zeenat Aman, хинди ज़ीनत अमान; род. 19 ноября 1951 года, Бомбей, Махараштра, Индия) — индийская актриса и модель, обладательница Filmfare Award за лучшую женскую роль второго плана. Второй призёр конкурса красоты Мисс Индия и победительница конкурса Мисс Азия 1970.

## Биография
Родители Зинат (отец — мусульманин, мать — индуистка) развелись почти сразу после её рождения. Девочка окончила школу в Бомбее и уехала учиться в Лос-Анджелес. Вернувшись в Индию, она работала журналистом, а затем моделью. Зинат стала вице-мисс на конкурсе «Мисс Индия» и выиграла конкурс «Мисс Азия 1970».
Её первым фильмом был Hulchul, вторым — Hungama, однако обе картины не снискали достаточно популярности. В 1972 году Дев Ананд предложил Зинат роль второй героини в его фильме «Брат и сестра» и эта роль принесла ей желаемую популярность.
В 1978 году актриса приняла приглашение на съемки в разрекламированном фильме Раджа Капура «Истина, любовь и красота». По сценарию предполагалось, что красота души главной героини важнее красоты внешней, однако многие кинокритики того времени сочли картину излишне эротизированной. Позднее фильм стал классикой индийского кино, а роль Рупы до сих пор считается лучшей в карьере актрисы. В 80-х годах Аман пришлось лишь демонстрировать свою привлекательность в фильмах со множеством звезд, ориентированных на героев-мужчин. Исключением стал «Весы правосудия» Б. Р. Чопры, где актриса сыграла жертву насилия. За ним последовал успех с фильмом «Верные друзья», рассказывающем о любовном треугольнике.

### Личная жизнь
Первым её мужем был актёр и режиссёр Санджай Кхан. К моменту их знакомства он уже был женат, у него были дети, но Зинат впала в такую эмоциональную зависимость, что была согласна стать его второй женой. Всё закончилось, когда однажды на одном светском мероприятии первая жена Санджая — Зарина ударила Зинат. Санджай тоже нанес Зинат несколько сильных ударов по лицу, после которых у актрисы был серьёзно травмирован правый глаз (несколько операций не смогли полностью исправить травму и дефект виден и сейчас). Спустя 4 дня Санджай заявил в прессе, что обнаружил связь Зинат с другим мужчиной и потому бросает её.
В 1985 году через 4 года после развода с Санджаем Зинат снова вышла замуж за актёра Мазхара Хана и родила двоих сыновей Азана и Захана. Мажар также поднимал на неё руку, и в итоге она снова подала на развод. Однако сам процесс не дошёл до конца, так как в сентябре 1998 года Мазхар скончался от почечной недостаточности. Родственники мужа обвинили в его смерти Зинат. Однажды они пришли в дом Зинат и избили её, причем 11-летний сын Зинат также участвовал в избиении матери.

## Фильмография
- 1971 — Брат и сестра — Джасбир Джайсвал / Джанис
- 1971 — Переполох — Лина
- 1973 — В поисках любви — Панна
- 1973 — Туман — Рани Ранджит Сингх
- 1973 — Найти друг друга — Сунита
- 1974 — В поисках развлечений — Ниша
- 1974 — Незнакомка — Решми Саксена
- 1974 — Мелодия любви — Пуджа Пахар
- 1974 — Хлеб насущный — Шитал
- 1976 — Искушение — Канчан
- 1977 — Вечная сказка любви — принцесса Паллави
- 1977 — Грешник — Рано / Ванита Капур / Рани
- 1978 — Истина, любовь и красота — Рупа
- 1978 — Главарь мафии — Рома
- 1978 — Шалимар — Шейла Эндерс
- 1979 — Большая игра — Шабнам
- 1979 — Приключения Али-Бабы и сорока разбойников — Фатима
- 1980 — Друзья навек — Шила
- 1980 — Верные друзья — Шитал Сахни
- 1980 — Весы правосудия — Бхарти Саксена
- 1980 — Абдулла — Зейнаб
- 1980 — Рам и Балрам — Мадху
- 1982 — Самрат — Суман / Гурбачан Сингх
- 1982 — Сокровища древнего храма — Ниша
- 1982 — Добро и зло — Барка
- 1983 — Удивительный — Рита
- 1984 — Как три мушкетёра — Сима
- 1984 — Легенда о любви — Зарина
- 1985 — Клятва на верность — Чандни
- 2003 — Бум — Алиса Родригес де Фонтеска
- 2008 — Странная парочка — Сандхия
- 2010 — Не знаю почему — Ребекка